# Palazzina della Livia
La palazzina della Livia est un édifice historique de Florence situé au n° 51 de la piazza San Marco à l'angle de la via degli Arazzieri (entrées latérales au n° 2-4).

## Histoire
Ce petit palais a longtemps été attribué à Buontalenti, de manière erronée ; en fait il a été construit entre 1775 et 1780 par Bernardo Fallani, d'après la commande de Léopold de Habsbourg-Lorraine comme siège d'un office grand-ducal, dans une zone occupée par les ateliers des artisans de la tapisserie médicéenne.
En 1786, ce petit palais devient la résidence de la ballerine Livia Raimondi, maîtresse du grand-duc, dont le nom est inextricablement lié à la petite fabrique. Il demeure un palais d'habitation jusqu'en 1865, lorsqu'il abrite une partie des bureaux de la Direction générale des biens de l'État et des impôts.
Malgré le manque de renommée de l'architecte qui en est l'auteur, le petit édifice a connu une fortune considérable entre les XIXe et XXe siècles (à tel point qu'on le fait remonter au XVIe siècle, comme pour ennoblir son histoire), et devient un modèle de référence pour la typologie très appréciée de « villino », en particulier entre la seconde moitié du XIXe siècle et le début du XXe siècle. Les raisons de cette renommée sont bien résumées par Gino Chierici qui, dans les années 1950, restituait encore les sentiments qui avaient animé plus d'une génération d'architectes en évoquant ce petit palais : « Ici, tout est créé avec une sensibilité pleine de délicatesse. L'ensemble composé de la fenêtre, du balcon et du portail sur l'axe de la façade représente une succession de formes alternées qui donne une aspiration vers le haut et se termine par un tympan rectangulaire qui surmonte les parois latérales juste assez pour exprimer l'idée générale sans nullement déranger l'harmonie de l'ensemble ; les deux ronds (tondi) animés de bas-reliefs symboliques équilibrent le balcon composé, solidaire à travers les étages des pilastres du portail; les doubles cadres horizontaux, au premier étage, relient les bords bosselés mettant en valeur les proportions parfaites de la courte façade... L'évolution des goûts vers ce style baroque audacieux, qui s'apprête à s'installer, est très nette ici ; mais cet édifice est resté en plus attaché à un rêve lointain et il le revit avec une adhésion si aimante que l'on pourrait le considérer comme une œuvre du XVIe siècle ».
Les premiers travaux d'adaptation (alors que le site semblait devoir être provisoire) furent limités et dirigés par l'ingénieur Cesare Fortini, employé par l'architecte Paolo Camotto, donc, ce site devint définitif, par l'ingénieur Nicola Nasi, dépendant de  Francesco Mazzei. Nasi, entre autres, a été responsable de la construction d'un deuxième étage de l'immeuble adossé au petit palais sur la via degli Arazzieri, afin d'atteindre la hauteur du petit palais lui-même (« un bubon horrible, un jeu d'excroissance au volume original sans aucune grâce », déclare l'historien d'art Mario Bucci).
L'ensemble est restauré en 1897. A ujourd'hui il abrite le Circolo Ufficiali di presidio.
Le palais figure dans la liste dressée en 1901 par la Direction générale des Antiquités et des Beaux-Arts, comme un édifice monumental à considérer comme patrimoine artistique national.

## Description

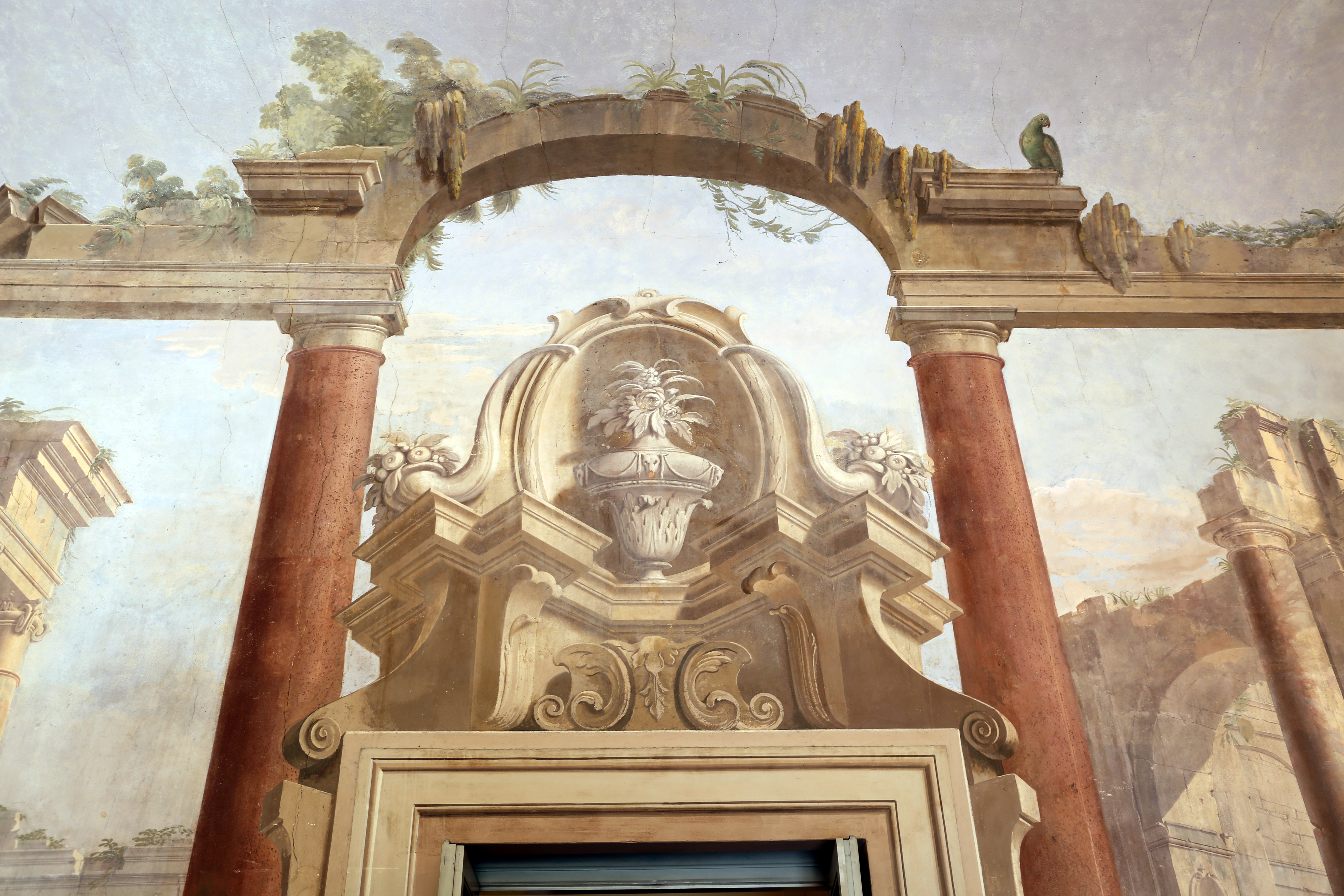
Détail des fresques de la salle des fausses ruines.

La façade est clairement inspirée de l'architecture de la Renaissance florentine tardive (ce qui explique sa fausse attribution à Bernardo Buontalenti). Elle est constituée d'un portail cintré ample arqué avec des corniches de pierre de taille, avec deux fenêtres agenouillées sur les côtés. Au premier étage, il y a un balcon avec une grande fenêtre et, sur les côtés, deux autres fenêtres fermées par des tympans en demi-cercle, pour reprendre le motif de la porte et créer une variante par rapport à l'ouverture de la fenêtre centrale et des deux fenêtres inférieures, couronnées de tympans triangulaires. Pour embellir davantage la façade, sous la corniche marcapiano centrale, on remarque deux tondi avec des figures symboliques de bon augure : une avec une ancre et un dauphin (symboles de bonne navigation) et l'autre avec deux cornes d'abondance et un caducée (symboles de prospérité économique).
Les façades donnant sur la via degli Arazzieri et le jardin arrière, fermé par un haut mur, occupent une partie de l'ancien jardin de San Marco et sont plus simples. Les travaux de la façade sur la via degli Arazzieri sont documentés à partir de 1865. Quelques salles gardent encore leurs fresques d'origine, comme celle dite des « fausses ruines » au rez-de-chaussée donnant sur le jardin,. Ces fresques sont dues à Giuseppe del Moro. Très endommagées, elles ont dû être restaurées entre  1988 et 1990.

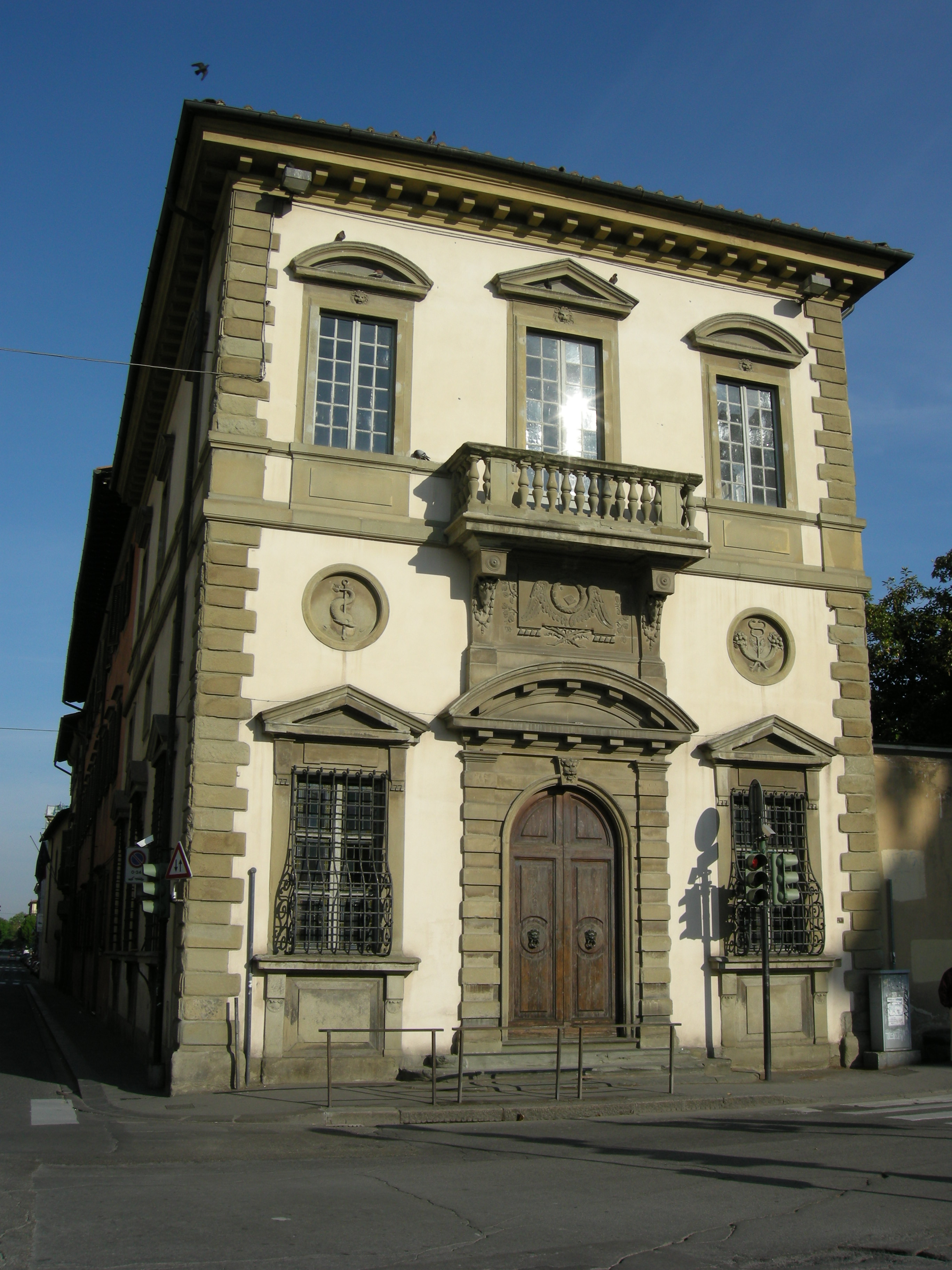
La façade
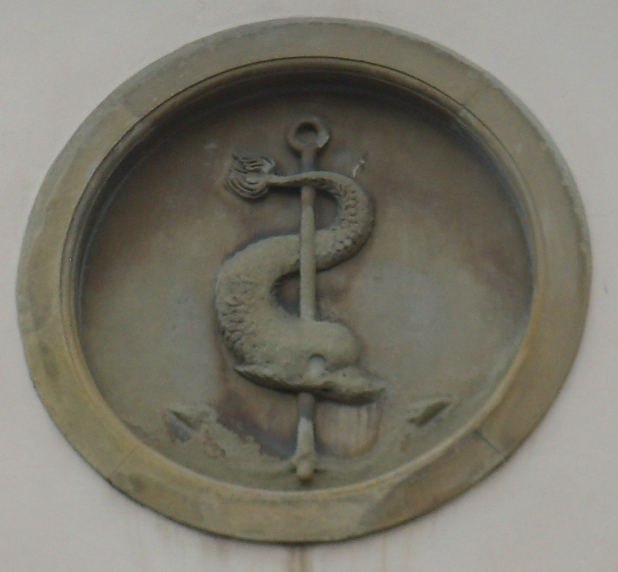
Médaillon avec l'ancre et le dauphin
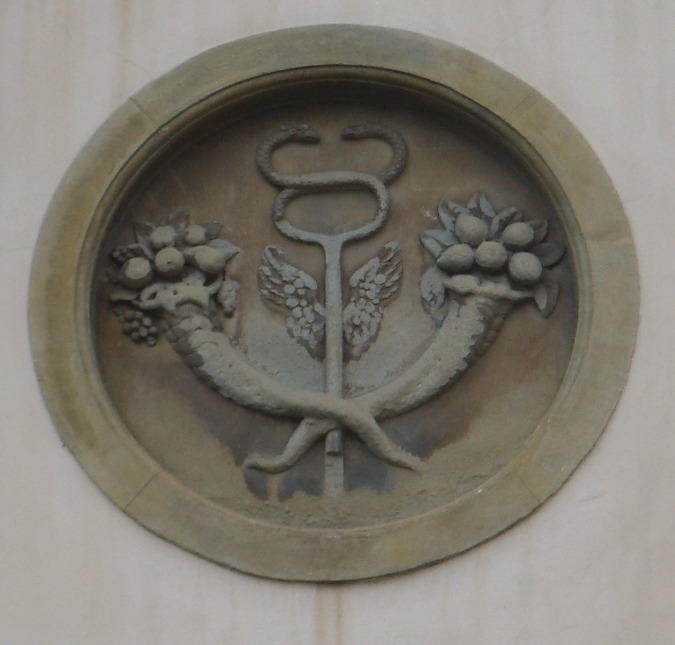
Médaillon avec les cornes d'abondance et le caducée
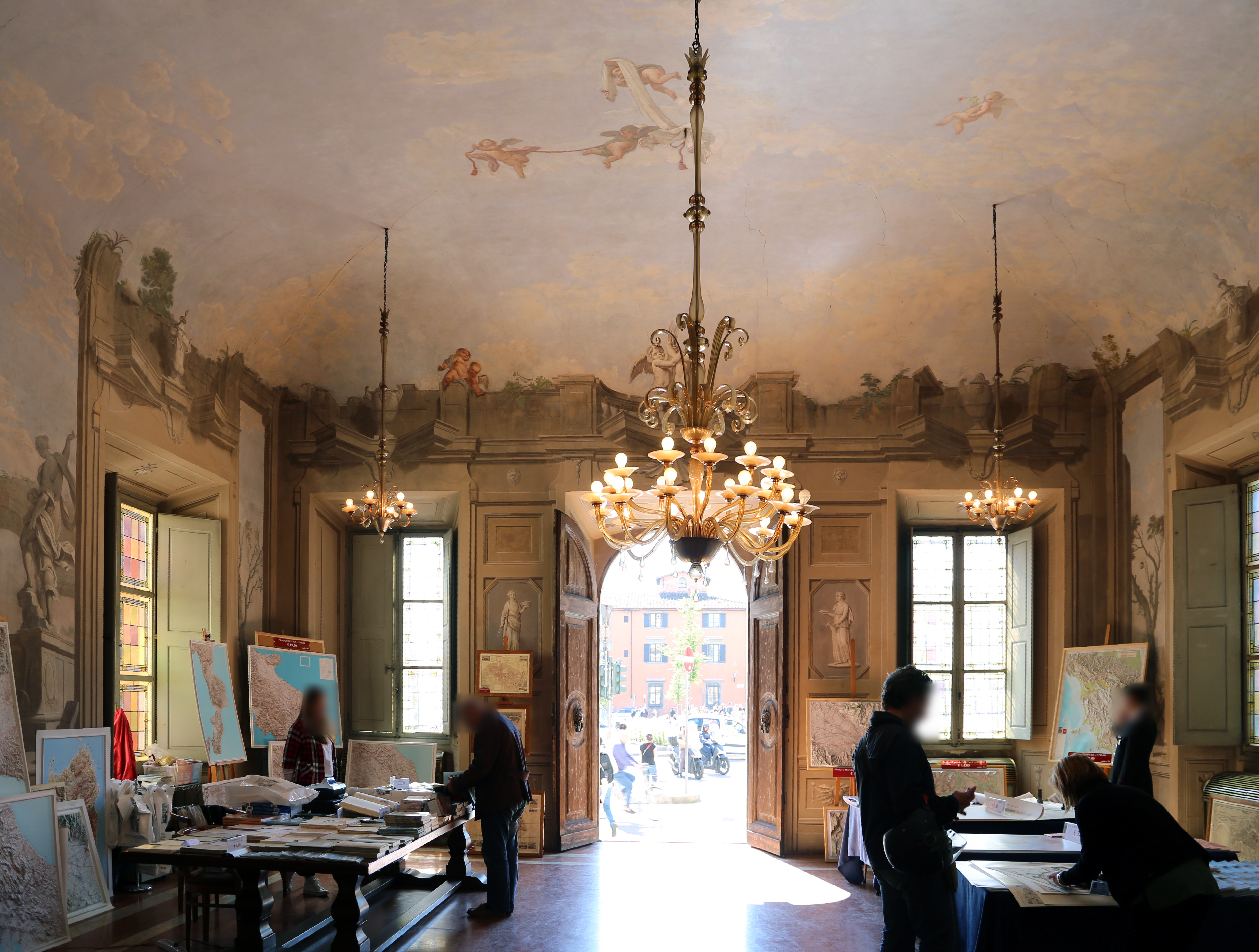
Salle des fresques des « fausses ruines »
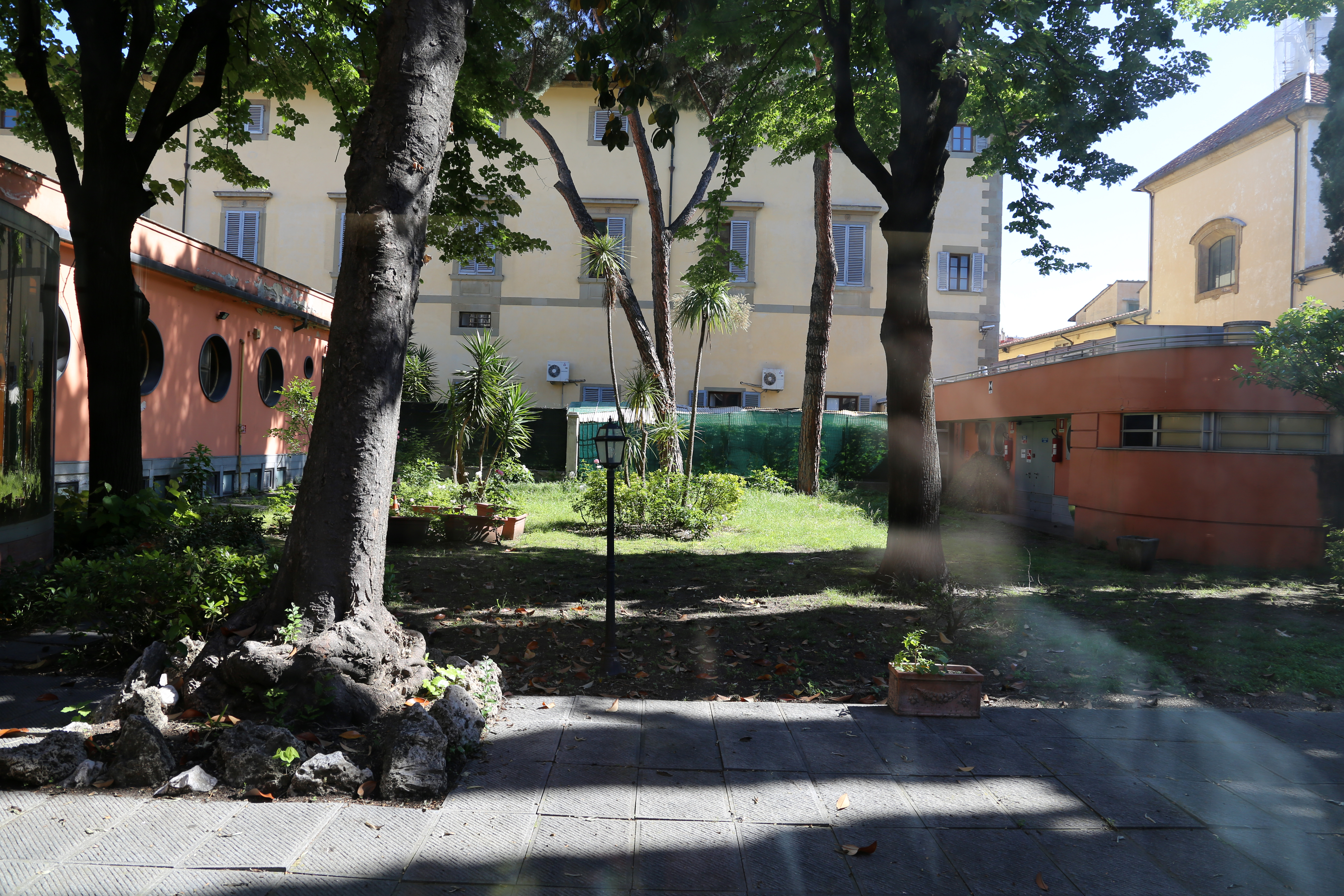
Jardin

## Source de la traduction
- (it) Cet article est partiellement ou en totalité issu de l’article de Wikipédia en italien intitulé « Palazzina della Livia » (voir la liste des auteurs).